# 더 라인 (2009년 드라마)
《더 라인》(Un village francais)는 2009년 6월 4일부터 2017년 11월 30일까지 방영된 프랑스 3의 드라마이다.

## 한국판 성우진(MBC)
- 홍진욱 - 다니엘 라르쉐(로빈 레누치)
- 곽윤상 - 레이몽 슈와르츠(테리 고다드)
- 이원찬 - 마르셀(파브리치오 론조네)
- 전숙경 - 오르탕스 라르쉐(오드리 플뢰로) / 마리
- 윤동기 - 진 마르체티(니콜라스 곱) / 맥스(얀 고번) / 크레뮤(로렌트 바튜) / 폰리터 (괴츠 버거)
- 서원석 - 하인리히(리처드 새멀)
- 이지현 - 쟈닌 슈와르츠(엠마뉴엘 바흐)
- 이미연 - 뤼시엔 / 구스타브
- 윤호 - 에드몽 / 바그너
- 이미나 - 수잔 / 리타